# Cembra
Cembra – miejscowość i gmina we Włoszech, w regionie Trydent-Górna Adyga, w prowincji Trydent.
Według danych na rok 2004 gminę zamieszkiwało 1737 osób, 108,6 os./km².
1 stycznia 2016 gmina została zlikwidowana.